# 앙골라의 일부다처제
앙골라의 일부다처제는 공식적으로 불법이다. 하지만 실제로는 널리 퍼져있으며 사회적으로 용인된다. 내전으로 인한 남성 인구 감소로 많은 여성들이 일부다처혼을 한다.